# David King-Wood
David King-Wood (12 września 1913 – 3 września 2003) był brytyjskim aktorem.

## Filmografia
| Rok  | Tytuł                      | Rola               | Uwagi                    |
| ---- | -------------------------- | ------------------ | ------------------------ |
| 1952 | No Haunt for a Gentleman'  |                    | niewymieniony w czołówce |
| 1954 | A Stranger Came Home       | Sessions           |                          |
| 1954 | The Men of Sherwood Forest | sir Guy Belton     |                          |
| 1955 | Break in the Circle        | col. Patchway      |                          |
| 1955 | Zemsta kosmosu             | dr. Gordon Briscoe |                          |
| 1955 | The Stolen Airliner        | Controller         |                          |
| 1956 | Private's Progress         | Gerald             |                          |
| 1957 | Jamboree                   | Warren Sykes       |                          |